# Playlist Your Way
Playlist Your Way – kompilacja amerykańskiego rapera DMX-a. Została wydana 24 lutego, 2009 roku nakładem wytwórni Ruff Ryders Entertainment i Def Jam Recordings.

## Lista utworów
| Nr | Tytuł                      | Producent                        | Goście      | Czas | Z albumu                             |
| -- | -------------------------- | -------------------------------- | ----------- | ---- | ------------------------------------ |
| 1  | „Where the Hood At”?       | Tuneheadz                        |             | 4:46 | Grand Champ                          |
| 2  | "What These Bitches Want”? | Nokio                            | Sisqo       | 4:13 | ...And Then There Was X              |
| 3  | „Get at Me Dog”            | Dame Grease PK (współ-producent) | Sheek Louch | 4:03 | It’s Dark and Hell Is Hot            |
| 4  | "Ruff Ryders’ Anthem”      | Swizz Beatz                      |             | 3:34 | It’s Dark and Hell Is Hot            |
| 5  | „What’s My Name?”          | Self & Irv Gotti                 |             | 3:52 | ...And Then There Was X              |
| 6  | "Party Up (Up In Here)”    | Swizz Beatz                      |             | 4:28 | ...And Then There Was X              |
| 7  | „X Gon’ Give It to Ya”     | Shatek                           |             | 3:38 | Cradle 2 The Grave / Grand Champ     |
| 8  | „We Right Here”            | Black Key                        |             | 4:27 | The Great Depression                 |
| 9  | „How’s It Going Down”      | PK                               |             | 4:42 | It’s Dark and Hell Is Hot            |
| 10 | „One More Road to Cross”   | Swizz Beatz                      |             | 4:20 | ...And Then There Was X              |
| 11 | „Slippin’”                 | DJ Shok                          |             | 5:05 | Flesh of My Flesh, Blood of My Blood |
| 12 | „Get It On The Floor”      | Swizz Beatz                      | Swizz Beatz | 4:22 | Grand Champ                          |
| 13 | „Damien”                   | Dame Grease                      |             | 3:42 | It’s Dark and Hell Is Hot            |
| 14 | „Who We Be”                | Black Key                        |             | 4:47 | The Great Depression                 |